# عملة 5 دينار أردني
عملة 5 دينار أردني هي من اقدم العملات الورقية التي حافظت على اصدارها منذ الاصدار الاول وحتى ليوم، وتعدج من العملات المتداولة بكثرة لقيمتها المتوسطة وقدرة الجميع على الحصول عليها. منذ اصدارها كان اللون الغالب على عملة 5 دنانير هي اللون الأحمر بتدرجاته المتعددة.

## إصدار مجلس النقد الأردني
|  |  | خمسة دنانير | 169 × 88 mm | أحمر | عبد الله الأول بن الحسين | البتراء | تقويم ميلادي1949 تقويم هجري1368 |

|  |  | خمسة دنانير | 169 × 88 mm | أحمر | الحسين بن طلال | البتراء | تقويم ميلادي1952 تقويم هجري1371 |

## إصدار البنك المركز الأردني
| الإصدار الأول 1959 - 1975 عن البنك المركزي الأردني | الإصدار الأول 1959 - 1975 عن البنك المركزي الأردني | الإصدار الأول 1959 - 1975 عن البنك المركزي الأردني | الإصدار الأول 1959 - 1975 عن البنك المركزي الأردني | الإصدار الأول 1959 - 1975 عن البنك المركزي الأردني | الإصدار الأول 1959 - 1975 عن البنك المركزي الأردني | الإصدار الأول 1959 - 1975 عن البنك المركزي الأردني | الإصدار الأول 1959 - 1975 عن البنك المركزي الأردني | الإصدار الأول 1959 - 1975 عن البنك المركزي الأردني                                                                                         | الإصدار الأول 1959 - 1975 عن البنك المركزي الأردني |
| الوجه                                              | الظهر                                              | القيمة                                             | الأبعاد (مم)                                       | اللون الأساسي                                      | الوجه                                              | الظهر                                              | تاريخ السك                                         | ملاحظات |                                                    |
| -------------------------------------------------- | -------------------------------------------------- | -------------------------------------------------- | -------------------------------------------------- | -------------------------------------------------- | -------------------------------------------------- | -------------------------------------------------- | -------------------------------------------------- | --- | -------------------------------------------------- |
|                                                    |                                                    | خمسة دنانير                                        | 164 × 82                                           | أحمر                                               | الحسين بن طلال                                     | البتراء                                            | تقويم ميلادي1959 تقويم هجري1379                    | أ. تم إصدار نموذجين يحملان نفس القيمة (500 فلس) و(نصف دينار) ب. تم إصدار نماذج تحتوي سنة قانون الإصدار 1959 ونماذج أخرى بدون تاريخ القانون |                                                    |

| الإصدار الثاني 1975 - 1992 عن البنك المركزي الأردني | الإصدار الثاني 1975 - 1992 عن البنك المركزي الأردني | الإصدار الثاني 1975 - 1992 عن البنك المركزي الأردني | الإصدار الثاني 1975 - 1992 عن البنك المركزي الأردني | الإصدار الثاني 1975 - 1992 عن البنك المركزي الأردني | الإصدار الثاني 1975 - 1992 عن البنك المركزي الأردني | الإصدار الثاني 1975 - 1992 عن البنك المركزي الأردني | الإصدار الثاني 1975 - 1992 عن البنك المركزي الأردني | الإصدار الثاني 1975 - 1992 عن البنك المركزي الأردني | الإصدار الثاني 1975 - 1992 عن البنك المركزي الأردني |
| الوجه                                               | الظهر                                               | القيمة                                              | الأبعاد                                             | اللون الأساسي                                       | الوجه                                               | الظهر                                               | تاريخ السك                                          | العلامة المائية                                     |                                                     |
| --------------------------------------------------- | --------------------------------------------------- | --------------------------------------------------- | --------------------------------------------------- | --------------------------------------------------- | --------------------------------------------------- | --------------------------------------------------- | --------------------------------------------------- | --------------------------------------------------- | --------------------------------------------------- |
|                                                     |                                                     | خمسة دنانير                                         | 152 × 76 mm                                         | أحمر                                                | الحسين بن طلال                                      | البتراء                                             | تقويم ميلادي1975 تقويم هجري1395                     | الحسين بن طلال                                      |                                                     |

| الإصدار الثالث 1992 - 2002 عن البنك المركزي الأردني | الإصدار الثالث 1992 - 2002 عن البنك المركزي الأردني | الإصدار الثالث 1992 - 2002 عن البنك المركزي الأردني | الإصدار الثالث 1992 - 2002 عن البنك المركزي الأردني | الإصدار الثالث 1992 - 2002 عن البنك المركزي الأردني | الإصدار الثالث 1992 - 2002 عن البنك المركزي الأردني | الإصدار الثالث 1992 - 2002 عن البنك المركزي الأردني | الإصدار الثالث 1992 - 2002 عن البنك المركزي الأردني | الإصدار الثالث 1992 - 2002 عن البنك المركزي الأردني | الإصدار الثالث 1992 - 2002 عن البنك المركزي الأردني |
| الوجه                                               | الظهر                                               | القيمة                                              | الأبعاد                                             | اللون الأساسي                                       | الوجه                                               | الظهر                                               | تاريخ السك                                          | العلامة المائية                                     |                                                     |
| --------------------------------------------------- | --------------------------------------------------- | --------------------------------------------------- | --------------------------------------------------- | --------------------------------------------------- | --------------------------------------------------- | --------------------------------------------------- | --------------------------------------------------- | --------------------------------------------------- | --------------------------------------------------- |
|                                                     |                                                     | خمسة دنانير                                         | 143 × 70 mm                                         | أحمر                                                | الحسين بن طلال                                      | البتراء                                             | تقويم ميلادي1995 تقويم هجري1415                     | الحسين بن طلال                                      |                                                     |

| الإصدار الرابع 2002 - 2022 عن البنك المركزي الأردني | الإصدار الرابع 2002 - 2022 عن البنك المركزي الأردني | الإصدار الرابع 2002 - 2022 عن البنك المركزي الأردني | الإصدار الرابع 2002 - 2022 عن البنك المركزي الأردني | الإصدار الرابع 2002 - 2022 عن البنك المركزي الأردني | الإصدار الرابع 2002 - 2022 عن البنك المركزي الأردني | الإصدار الرابع 2002 - 2022 عن البنك المركزي الأردني | الإصدار الرابع 2002 - 2022 عن البنك المركزي الأردني | الإصدار الرابع 2002 - 2022 عن البنك المركزي الأردني | الإصدار الرابع 2002 - 2022 عن البنك المركزي الأردني |
| الوجه                                               | الظهر                                               | القيمة                                              | الأبعاد                                             | اللون الأساسي                                       | الوجه                                               | الظهر                                               | تاريخ السك                                          | تاريخ الإصدار                                       | العلامة المائية                                     |
| --------------------------------------------------- | --------------------------------------------------- | --------------------------------------------------- | --------------------------------------------------- | --------------------------------------------------- | --------------------------------------------------- | --------------------------------------------------- | --------------------------------------------------- | --------------------------------------------------- | --------------------------------------------------- |
|                                                     |                                                     | خمسة دنانير                                         | 137 × 74 mm                                         | أحمر                                                | عبد الله الأول بن الحسين                            | قصر معان                                            | 2002 تقويم هجري 1423                                | 22 ديسمبر، 2002                                     | الملك عبد الله بن الحسين                            |

| الإصدار الخامس 2022 - الآن عن البنك المركزي الأردني | الإصدار الخامس 2022 - الآن عن البنك المركزي الأردني | الإصدار الخامس 2022 - الآن عن البنك المركزي الأردني | الإصدار الخامس 2022 - الآن عن البنك المركزي الأردني | الإصدار الخامس 2022 - الآن عن البنك المركزي الأردني | الإصدار الخامس 2022 - الآن عن البنك المركزي الأردني | الإصدار الخامس 2022 - الآن عن البنك المركزي الأردني | الإصدار الخامس 2022 - الآن عن البنك المركزي الأردني | الإصدار الخامس 2022 - الآن عن البنك المركزي الأردني | الإصدار الخامس 2022 - الآن عن البنك المركزي الأردني |
| الوجه                                               | الظهر                                               | القيمة                                              | الأبعاد                                             | اللون الأساسي                                       | الوجه                                               | الظهر                                               | تاريخ السك                                          | تاريخ الإصدار                                       | العلامة المائية                                     |
| --------------------------------------------------- | --------------------------------------------------- | --------------------------------------------------- | --------------------------------------------------- | --------------------------------------------------- | --------------------------------------------------- | --------------------------------------------------- | --------------------------------------------------- | --------------------------------------------------- | --------------------------------------------------- |
|                                                     |                                                     | خمسة دنانير                                         | 137 × 74 مم                                         | البرتقالي المحمر                                    | عبد الله الأول بن الحسين / البتراء                  | الخزنة، البتراء                                     | 2022 م 1444 هـ                                      | 16 أغسطس 2023                                       | عبد الله الأول بن الحسين                            |

## الإصدارات التذكارية
| \| مرور 50 عامًا على تأسيس منظمة الأغذية والزراعة العالمية (الفاو) \| | \| مرور 50 عامًا على تأسيس منظمة الأغذية والزراعة العالمية (الفاو) \| | \| مرور 50 عامًا على تأسيس منظمة الأغذية والزراعة العالمية (الفاو) \|                 | \| مرور 50 عامًا على تأسيس منظمة الأغذية والزراعة العالمية (الفاو) \|                 | \| مرور 50 عامًا على تأسيس منظمة الأغذية والزراعة العالمية (الفاو) \| |
| -------------------------------------------------------------------- | -------------------------------------------------------------------- | ------------------------------------------------------------------------------------ | ------------------------------------------------------------------------------------ | -------------------------------------------------------------------- |
| 5 دينار أردني معدني (1995)                                           |                                                                      |                                                                                      |                                                                                      |                                                                      |
| الوجه : FIVE DINARS Black Iris ١٩٤٥ - ١٩٩٥                           | الوجه : FIVE DINARS Black Iris ١٩٤٥ - ١٩٩٥                           | العكس : الحسين بن طلال ملك المملكة الإردنية الهاشمية THE HASHEMITE KINGDOM OF JORDAN | العكس : الحسين بن طلال ملك المملكة الإردنية الهاشمية THE HASHEMITE KINGDOM OF JORDAN |                                                                      |
| الكتلة 28.4 غ                                                        | المعدن نحاس - نيكل                                                   | القطر 38.61 مم                                                                       | السُمك 3.3 مم                                                                         |                                                                      |
| المصمم(ون)                                                           | المصمم(ون)                                                           | الحواف مسكوكة                                                                        | الحواف مسكوكة                                                                        |                                                                      |
| الطرازات 1995                                                        | الطرازات 1995                                                        | القيمة الاسمية 5 دينار أردني                                                         | القيمة الاسمية 5 دينار أردني                                                         |                                                                      |
| مرور 50 عامًا على تأسيس منظمة الأغذية والزراعة العالمية (الفاو)       |                                                                      |                                                                                      |                                                                                      |                                                                      |

| \| موقع معمودية المسيح \| | \| موقع معمودية المسيح \| | \| موقع معمودية المسيح \|                                                                 | \| موقع معمودية المسيح \|                                                                 | \| موقع معمودية المسيح \| |
| --- | --- | ----------------------------------------------------------------------------------------- | ----------------------------------------------------------------------------------------- | ------------------------- |
| 5 دينار أردني معدني (2000) | |                                                                                           |                                                                                           |                           |
| الوجه : عبدالله الثاني ابن الحسن - ملك المملكة الأردنية الهاشمية 5 دنانير - DINARS 5 2000مـ 1420هـ THE HASHEMITE KINGDOM OF JORDAN | الوجه : عبدالله الثاني ابن الحسن - ملك المملكة الأردنية الهاشمية 5 دنانير - DINARS 5 2000مـ 1420هـ THE HASHEMITE KINGDOM OF JORDAN | العكس : BETHANY BEYOND JORDAN JOHN 1.28 THE SITE OF THE BAPTISM MILLENNIUM YEAR 2000 A.D. | العكس : BETHANY BEYOND JORDAN JOHN 1.28 THE SITE OF THE BAPTISM MILLENNIUM YEAR 2000 A.D. |                           |
| الكتلة 28.5 غ | المعدن نحاس أصفر | القطر 40 مم                                                                               | السُمك 2.8 مم                                                                              |                           |
| المصمم(ون) | المصمم(ون) | الحواف مسكوكة                                                                             | الحواف مسكوكة                                                                             |                           |
| الطرازات 2000 | الطرازات 2000 | القيمة الاسمية 5 دينار أردني                                                              | القيمة الاسمية 5 دينار أردني                                                              |                           |
| موقع معمودية المسيح | |                                                                                           |                                                                                           |                           |

| \| مئة عام على تأسيس الدولة الأردنية \|                                 | \| مئة عام على تأسيس الدولة الأردنية \|                                 | \| مئة عام على تأسيس الدولة الأردنية \|               | \| مئة عام على تأسيس الدولة الأردنية \|               | \| مئة عام على تأسيس الدولة الأردنية \| |
| ----------------------------------------------------------------------- | ----------------------------------------------------------------------- | ----------------------------------------------------- | ----------------------------------------------------- | --------------------------------------- |
| 5 دينار أردني معدني (2021)                                              |                                                                         |                                                       |                                                       |                                         |
| الوجه : CENTENNIAL OF STATEHOOD 1921 - 2021 أرض العزم 5 دنانير 5 DINARS | الوجه : CENTENNIAL OF STATEHOOD 1921 - 2021 أرض العزم 5 دنانير 5 DINARS | العكس : مئة عام على تأسيس الدولة الأردنية 2021 - 1921 | العكس : مئة عام على تأسيس الدولة الأردنية 2021 - 1921 |                                         |
| الكتلة 84.47 غ                                                          | المعدن برونز                                                            | القطر 50 مم                                           | السُمك 6.5 مم                                          |                                         |
| المصمم(ون)                                                              | المصمم(ون)                                                              | الحواف                                                | الحواف                                                |                                         |
| الطرازات 2021                                                           | الطرازات 2021                                                           | القيمة الاسمية 5 دينار أردني                          | القيمة الاسمية 5 دينار أردني                          |                                         |
| مئة عام على تأسيس الدولة الأردنية                                       |                                                                         |                                                       |                                                       |                                         |

## المسكوكات
| \| \|                           | \| \|                           | \| \|                                                                                | \| \|                                                                                | \| \| |
| ------------------------------- | ------------------------------- | ------------------------------------------------------------------------------------ | ------------------------------------------------------------------------------------ | ----- |
| 5 دينار أردني معدني (1995)      |                                 |                                                                                      |                                                                                      |       |
| الوجه : FIVE DINARS 1945 - 1995 | الوجه : FIVE DINARS 1945 - 1995 | العكس : الحسين بن طلال ملك المملكة الأردنية الهاشمية THE HASHEMITE KINGDOM OF JORDAN | العكس : الحسين بن طلال ملك المملكة الأردنية الهاشمية THE HASHEMITE KINGDOM OF JORDAN |       |
| الكتلة 28.28 غ                  | المعدن فضة 0.925                | القطر 38.61 مم                                                                       | السُمك 3.3 مم                                                                         |       |
| المصمم(ون)                      | المصمم(ون)                      | الحواف مسكوكة                                                                        | الحواف مسكوكة                                                                        |       |
| الطرازات 1995                   | الطرازات 1995                   | القيمة الاسمية 5 دينار أردني                                                         | القيمة الاسمية 5 دينار أردني                                                         |       |
|                                 |                                 |                                                                                      |                                                                                      |       |

| \| \|                                                                                | \| \|                                                                                | \| \|                                                                   | \| \|                                                                   | \| \| |
| ------------------------------------------------------------------------------------ | ------------------------------------------------------------------------------------ | ----------------------------------------------------------------------- | ----------------------------------------------------------------------- | ----- |
| 5 دينار أردني معدني (1999)                                                           |                                                                                      |                                                                         |                                                                         |       |
| الوجه : FOR THE CHILDREN OF THE WORLD JORDAN خمسة دنانير - FIVE DINARS 1419هـ - 1999 | الوجه : FOR THE CHILDREN OF THE WORLD JORDAN خمسة دنانير - FIVE DINARS 1419هـ - 1999 | العكس : صاحب الجلالة الملك الحسين والملكة نور المملكة الأردنية الهاشمية | العكس : صاحب الجلالة الملك الحسين والملكة نور المملكة الأردنية الهاشمية |       |
| الكتلة 28.28 غ                                                                       | المعدن فضة 0.925                                                                     | القطر 38.61 مم                                                          | السُمك 3.3 مم                                                            |       |
| المصمم(ون)                                                                           | المصمم(ون)                                                                           | الحواف مسكوكة                                                           | الحواف مسكوكة                                                           |       |
| الطرازات 1999                                                                        | الطرازات 1999                                                                        | القيمة الاسمية 5 دينار أردني                                            | القيمة الاسمية 5 دينار أردني                                            |       |
|                                                                                      |                                                                                      |                                                                         |                                                                         |       |